# Leucopodella marmorata
Leucopodella marmorata är en tvåvingeart som först beskrevs av Jacques-Marie-Frangile Bigot 1884.  Leucopodella marmorata ingår i släktet Leucopodella och familjen blomflugor. Inga underarter finns listade i Catalogue of Life.